# جناح حامل

خطوط الجريان حول الجناح الحامل، لاحظ كيف أن سرعة الجريان فوق الجناح أكبر من سرعته تحت الجناح.

يطلق اسم الجناح الحامل أو المنساب الهوائي  (بالإنكليزية الأميركية Airfoil وبالإنجليزية البريطانية Aerofoil ) على شكل المقطع العرضي للأجنحة والعنفات والذي يكون مشابها للشكل المرفق. ميزة هذا المقطع أنه عند ورود جريان ما باتجاهه (هواء، ماء، ...الخ) بزاوية ورود مناسبة فإن الجريان يؤثر على سطح الجناح بمركبتي قوى، الأولى قوة رافعة LA والثانية قوة دافعة (انسحابية) LD. هذه القوى ما هي إلا محصلة قوى الضغط و القص الناشئة عن جريان السائل حول الجناح الحامل. تسمى الخطوط المرسومة حول شكل المقطع (يسار)بخطوط الجريان وهي تمثل منحى جريان جزيئات السوائل حول الجناح الحامل.

## تأريخ
تصاميم الجناح الحامل الأولى كانت رقيقة السماكة محاكية لأجنحة الطيور. أجرى المهندس الألماني أوتو ليلينتال تجاربه على صفائح مسطحة ومقعرة موصولة بذراع قابل للدوران، ونجح مع أخيه غوستاف بتطوير أول طائرة انزلاقية بالتاريخ في عام 1891. أما هوراتيو فريدريك فيليبس فقد بنى أول نفق ريحي في العام 1884 وقام بقياس قوى الرفع والدفع للريش المقعرة. أول نظرية لقوة الرفع تم اقتراحها من قبل فريدريك لانكستر بعد ذلك بفترة وجيزة.
أما نظرية الجناح الحامل الحديثة فتعود لعام 1905 عندما قام عالم ديناميك السوائل الروسي ن.ي. جوكوفسكي بتطوير نظرية للدوران لحساب الرفع لجناح حامل ذو تقعر وسماكة لا على التعيين. بفضل تلك النظرية والاضافات عليها من كل من براندل وكارمان، يمكن اليوم تصميم جناح حامل لسرعات بطيئة تتناسب مع متطلبات محددة لتوزع الضغط على سطح الجناح.
قامت كل من أوروبا والولايات المتحدة منذ أوائل القرن العشرين بتطوير تصاميم الأجنحة لاستخدامها في الطائرات وتحسين أدائها. قامت اللجنة الوطنية للفضاء في ذلك الوقت NACA بإصدار تصنيفات للأجنحة الحاملة ضمن عائلات من التصاميم مع خصائص الرفع والدفع لكل طراز.

## توصيفات واصطلاحات الجناح الحامل
يتم توصيف الجناح الحامل بالمحددات التالية الموضحة على الشكل المرفق:
وتر الجناح: وهو الخط المستقيم الواصل بين الطرف الأمامي والطرف الخلفي لمقطع الجناح ويرمز لطول الوتر بـ c
الطرف الأمامي: وهو طرف الجناح الحامل المواجه للتيار الحر ويكون عادة ذو شكل مدوّر.
الطرف الخلفي: هو الطرف المعاكس للطرف الأمامي ويكون حاد الشكل.
سماكة الجناح: وهي السماكة القصوى على طول وتر الجناح الحامل ويرمز لها بـ t
في حال لم يكن خط وتر الجناح هو نفسه خط التناظر للجناح يعتبر حينها الجناح مقعراً ويكون:
خط التقعر الوسطي: هو الخط المنحني الذي يتوسط المسافة بين السطح العلوي والسطح السفلي للجناح الحامل ويصل ما بين الطرف الأمامي والطرف الخلفي.
زاوية الورود (زاوية المواجهة) α : هي الزاوية ما بين متجه الجريان الحر للسائل المحيط بالجناح {\displaystyle {\vec {V}}} و خط الوتر للجناح الحامل.

## نظرية الأجنحة الحاملة الرقيقة
نظرية الأجنحة الحاملة الرقيقة هي نظرية مبسطة تربط بين زاوية المواجهة (أو زاوية الورود أو زاوية الهبوب) ومعامل الرفع لجريان سائل غير قابل للانضغاط وغير لزج حول الجناح الحامل. تم تأسيس النظرية من قبل الرياضي الأمريكي-الألماني ماكس مونك وطورها عالم الديناميك الهوائي البريطاني هيرمان غلاويرت [الإنجليزية] وآخرون في عشرينيات القرن العشرين. تبسّط النظرية جريان السوائل حول الأجنحة الحاملة وتعاملها كجريان ثنائي الأبعاد حول جناح مهمل السماكة ولا متناهي الطول (باتجاه الباع). كانت لهذه النظرية أهمية بالغة، على بساطتها، لأنها قدمت أساسا نظريا هاما لخصائص الأجنحة الحاملة التالية في الجريان ثنائي الأبعاد:
1. في الأجنحة الحاملة المتناظرة، تقع نقطتا مركز الضغط و المركز الايروديناميكي على بعد ربع طول الوتر عن الحافة الأمامية للجناح.
2. في الأجنحة الحاملة المقعرة، يقع المركز الايروديناميكي للجناح على بعد ربع طول وتر عن الحافة الأمامية للجناح.
3. ميل خط دالة معامل الرفع {\displaystyle c_{l}} التابع لزاوية المواجهة هو {\displaystyle 2\pi } لكل {\displaystyle 1} راديان أي:

- في الأجنحة المتناظرة {\displaystyle c_{l}=2\pi a} حيث:

{\displaystyle c_{l}} هو معامل الرفع
{\displaystyle a} هي زاوية المواجهة مقاسة بالنسبة لخط الوتر (راديان)
- في الاجنحة المقعرة {\displaystyle \ c_{l}=c_{l_{0}}+2\pi \alpha }حيث

{\displaystyle \ c_{l_{0}}} هي قيمة معامل الرفع عندما تكون زاوية المواجهة مساوية للصفر في الجناح المقعر.
جدير بالذكر أن نظرية الأجنحة الحاملة الرقيقة لا تأخذ بعين الاعتبار ظاهرة انهيار الرفع (بالإنجليزية: Stall)‏.